# Mount Matthews

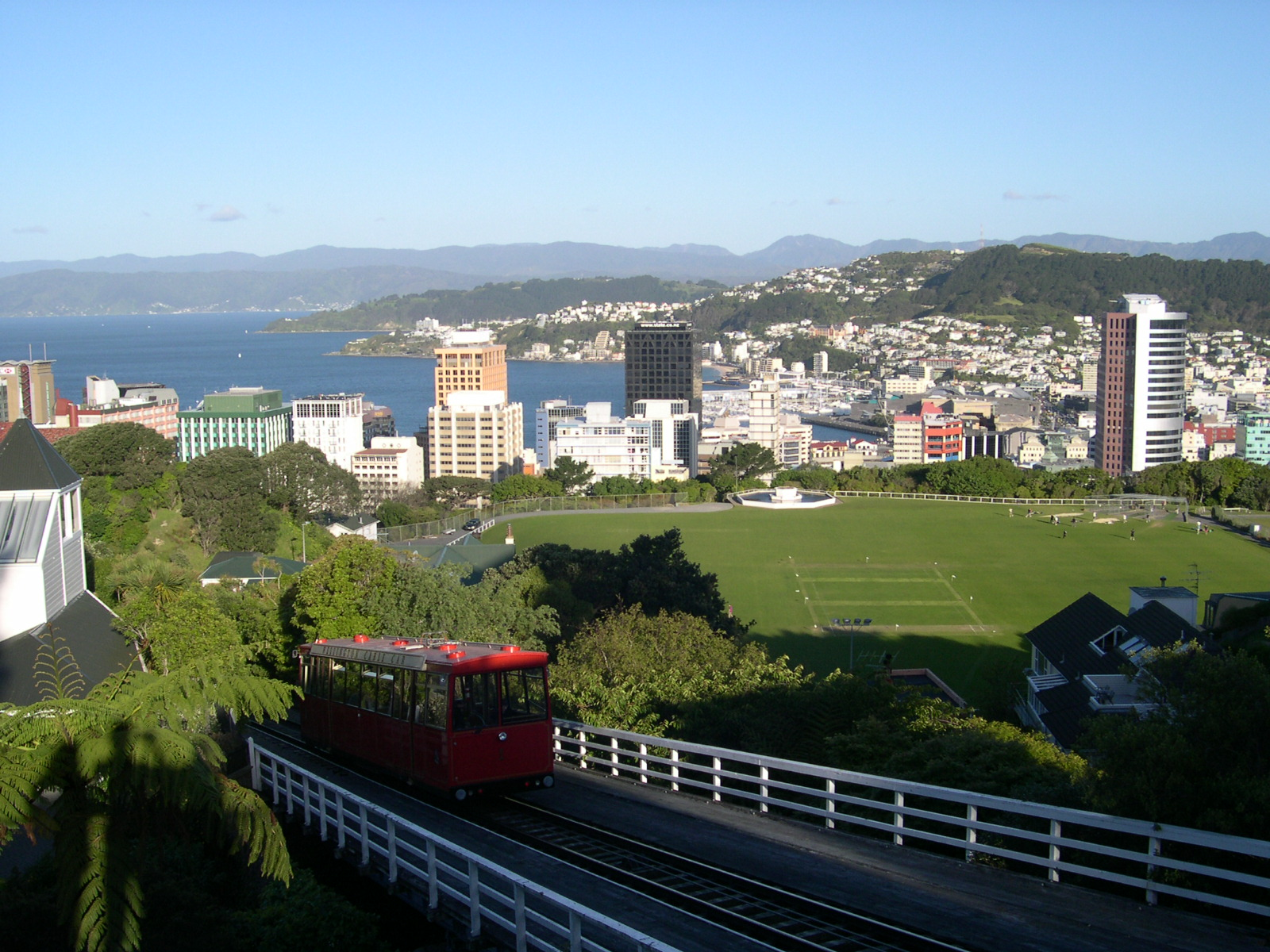
Blick von der Bergstation der Wellington Cable Car über Downtown und den Hafen in Richtung Remutaka Range mit Mount Matthews

Mount Matthews ist der höchste Gipfel der Remutaka Range, einem Gebirgszug östlich dem Stadtgebiet von Wellington auf der Nordinsel Neuseelands in der Region Wellington.
Mount Matthews reicht auf eine Höhe von 940 Metern über dem Meeresspiegel und ist damit nicht wegen seiner Höhe erwähnenswert, sondern durch den Aspekt, die höchste sichtbare Erhebung im Umfeld von Wellington, der Hauptstadt von Neuseeland, zu sein.
Der Berggipfel reicht bis über das bewaldete Buschland hinauf und kann an einem Tag ohne besondere Bergsteigerausrüstung bestiegen werden, trotzdem ist es ein anstrengender und steiler Aufstieg, so dass ein voller Tag für die Besteigung vom Fuß des Gebirgszuges notwendig ist.
Der Zugang zum Berg ist von Wairarapa an der Ostseite der Rimutaka Range oder vom Orongorongo River, der die Range an ihrem südlichen Ende von Nordost nach Südwest spaltet, möglich.